# Süleymaniye Mosque

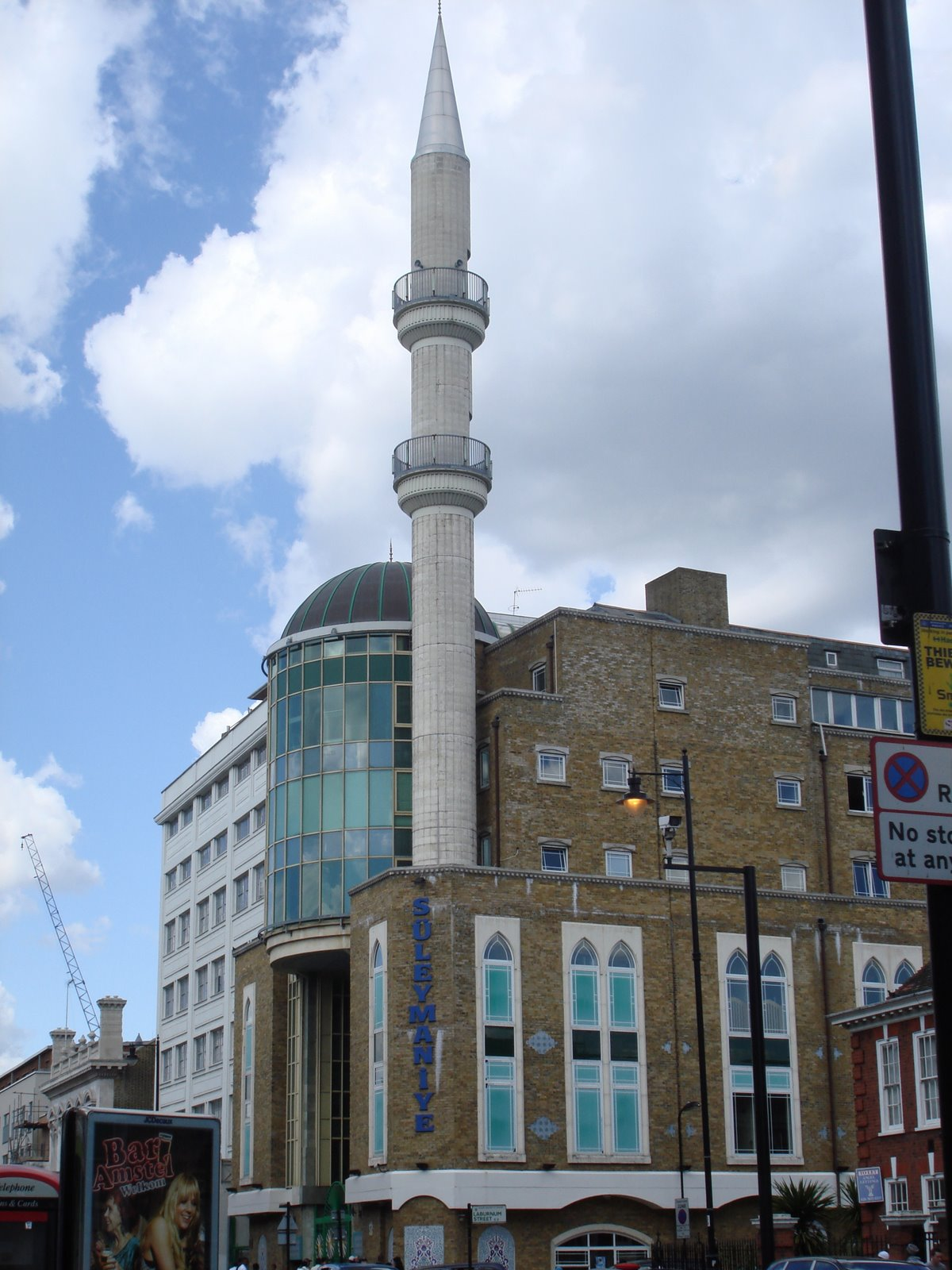
Die Süleymaniye-Moschee in London

Die Süleymaniye Mosque (türkisch: Süleymaniye Camii) ist eine Moschee in der Kingsland Road im Londoner Stadtbezirk Hackney, die hauptsächlich von der dortigen türkischen Gemeinde genutzt wird. Die Moschee wurde von dem UK Turkish Islamic Cultural Centre finanziert. Der Bau begann im Jahr 1995 und wurde im Oktober 1999 freigegeben. Der verantwortliche Architekt war Osman Sahan. Die Geschossfläche des sechsstöckigen Gebäudes beträgt 8000 m². Die Moschee kann bis zu 3000 Gläubige aufnehmen.
Das Gebäude umfasst einen Konferenz- und einen Hochzeitssaal, Gästezimmer, Unterrichtsräume sowie Einrichtungen für Trauerfeiern und Unterkünfte für die Belegschaft. Ein hauseigenes Restaurant öffnet nach den Freitagsgebeten.
Im September 2001 besuchte Prince Charles die Moschee, nachdem er zuvor mit Freunden und Kollegen von Todesopfern der Terroranschläge auf das World Trade Center zusammentraf.